# Девушки с Макаровым
«Девушки с Макаровым» — российский комедийный телесериал производства компании «Comedy Club Production». Главные роли сыграли Павел Майков, Алевтина Тукан, Владислава Ермолаева, Валерия Астапова и Елена Полянская. 
Сериал выходил на телеканале «ТНТ» с 9 марта 2021 года по 6 февраля 2025 года. Всего вышло пять сезонов.

## Название
Название «Девушки с Макаровым» подразумевает определённый двойной смысл.
«Макаров» в названии сериала — табельное оружие полиции, пистолет ПМ, а также фамилия Павла Сергеевича — начальника уголовного розыска ОВД «Бутово».

## Сюжет
Начальнику уголовного розыска ОМВД Бутово майору полиции Павлу Макарову направляют четырёх молодых выпускниц Академии МВД. Новоиспечённые лейтенанты очень разные и внешне, и по темпераменту: амбициозная шатенка с красным дипломом Анна Туркина, легкомысленная блондинка Екатерина Синицкая, дерзкая брюнетка Александра Попова, и добрая наивная мать-одиночка Олеся Верба, больше думающая о маленьком сыне, чем о нудной работе. Всех их объединяет то, что своей неопытностью они сильно раздражают своего начальника. Несмотря на периодическое недовольство Макарова, молодые сотрудницы упорно стараются доказать, что не зря служат в полиции.
Во 2-м сезоне на должность начальника следственного отдела на место Ольги Романовой пришёл майор юстиции Эдуард Вяземский, а также был организован киберотдел во главе с Валерией Крапивиной. Валерия при этом является фигурантом уголовного дела, связанного со взломом системы финансового учреждения и хищением денежных средств. В конце сезона по случайному стечению событий договор о том, что она будет работать в отделении, отменяется; героиня попадает в СИЗО. Павел Макаров обещает вытащить её.  
В 3-м сезоне Валерию выпускают из СИЗО и заключают под домашний арест, Синицкая участвует в спецоперации по раскрытию наркоторговли и досрочно становится старшим лейтенантом, у Туркиной и Куренкова сложный период в отношениях, а в отдел на стажировку приходит криминалист Мария.
В 4-м сезоне все девушки уже носят звание старшего лейтенанта полиции, а Макаров строит новые отношения. Однако, прежние отношения не отпускают его. Верба начинает встречаться с дежурным Толей Ко́стылевым. Для Поповой работа отступает на второй план, а Туркина готовится к свадьбе. Несмотря на дела любовные, девушки продолжают бороться с криминалом, а Макаров — исправлять очередные их ошибки.
В финальном 5-м сезоне Макаров готовится стать отцом и вместе с Лерой проходит все трудности и испытания для молодых родителей. У Туркиной и Куренкова происходит разлад в семье — Денису предлагают повышение в Санкт-Петербурге. Попова продолжает счастливые отношения с Семёном, но постигает тяжёлую ношу девушки популярного актёра. Костылев решается на серьёзный шаг — переквалифицироваться в оперативники, и Верба это поощряет. А Синицкая со временем начинает задумываться о своём одиночестве. Однако главной проблемой для героев становится новый сильный наркотик, который распространяется по всей Москве. Им предстоит задача — с помощью ФСБ найти и обезвредить трафик.

## В ролях
— главная роль
| Актёр                | Роль |
| -------------------- | --- |
| Павел Майков         | Павел Сергеевич Макаров, начальник отдела уголовного розыска ОМВД России по району Бутово, майор полиции, с 9 серии 5 сезона — муж Валерии Крапивиной |
| Алевтина Тукан       | Анна Андреевна Туркина, оперуполномоченный, лейтенант полиции, с 19 серии 2 сезона — заместитель начальника отдела уголовного розыска ОМВД России по району Бутово, с 16 по 19 серии 5 сезона — следователь, с 20 серии 3 сезона — старший лейтенант полиции, с 16 по 19 серии 5 сезона — старший лейтенант юстиции, с 20 серии 4 сезона — жена Куренкова |
| Елена Полянская      | Олеся Игоревна Верба оперуполномоченный, лейтенант полиции, с 20 серии 3 сезона — старший лейтенант полиции, мать Виталика, девушка Костылева |
| Владислава Ермолаева | Александра Петровна Попова, оперуполномоченный, лейтенант полиции, с 20 серии 3 сезона — старший лейтенант полиции, девушка Семёна Рыбникова |
| Валерия Астапова     | Екатерина Дмитриевна Синицкая, оперуполномоченный, лейтенант полиции, с 16 серии 3 сезона — старший лейтенант полиции |
| Наталья Бардо        | Валерия Николаевна Крапивина (со 2 сезона), начальник киберотдела ОМВД «Бутово» (2, 4 сезоны), с 9 серии 5 сезона — жена Макарова, родила от него сына |
| Ирина Темичева       | Маргарита Андреевна Данилова (4 сезон), адвокат, девушка/бывшая девушка Макарова |
| Георгий Дронов       | Роман Данилович Жилин, заместитель начальника ОМВД «Бутово» по охране общественного порядка, майор полиции, с 19 серии 5 сезона — подполковник полиции |
| Сергей Астахов       | Виталий Леонидович Саламатин, начальник ОМВД России по району Бутово, полковник полиции |
| Олеся Судзиловская   | Ольга Викторовна Романова (1 сезон), начальник следственного отдела, майор юстиции, любовница Макарова |
| Никита Тарасов       | Эдуард Семёнович Вяземский (со 2 сезона), начальник следственного отдела, майор юстиции |
| Дмитрий Лысенков     | Денис Анатольевич Куренков, криминалист, с 20 серии 4 сезона — муж Туркиной |
| Юлия Топольницкая    | Мария (3 сезон), стажёр-криминалист, племянница Саламатина |
| Татьяна Орлова       | Любовь Алексеевна Куренкова (1—2, 4 сезоны), мать Дениса Куренкова |
| Елена Бирюкова       | Виктория Ивановна Саламатина, жена полковника Виталия Саламатина |
| Иван Жвакин          | Максим Александрович Вершинин (1 сезон), следователь, старший лейтенант юстиции |
| Андрей Финягин       | Олег Олегович Белов (1—2 сезоны), подполковник полиции, заместитель начальника ГУ МВД России по г. Москве по оперативной работе (1 сезон), заместитель префекта Юго-Западного административного округа г. Москвы (2 сезон) |
| Андрей Пынзару       | Анатолий Иванович Ко́стылев, старший лейтенант полиции, дежурный, с 18 серии 5 сезона — оперуполномоченный, с 4 сезона — парень Вербы |
| Кузьма Сапрыкин      | Семён Эдуардович Рыбников (с 4 сезона), актёр, сын майора Вяземского, парень Поповой |
| Руслан Ягудин        | Ковалёв, сержант полиции, сотрудник ППС |
| Михаил Попов         | сержант полиции, сотрудник ППС |
| Максим Иванов        | Виталик Верба сын Олеси Вербы |
| Алексей Кирсанов     | Дмитрий Иванович Воронов (5 сезон) майор ФСБ |
| Сергей Комаров       | Иван Александрович Яковлев (5 сезон) генерал-майор полиции, новый начальник округа |
| Игорь Хрипунов       | Шульгин («Шуля») домушник-рецидивист |

## Съëмки и релиз
Первый сезон выходил на телеканале «ТНТ» с 9 марта по 1 апреля 2021 года.
Летом 2021 года проходили съёмки второго сезона. Премьера второго сезона проходила на «ТНТ» с 31 января по 2 марта 2022 года.
Летом 2022 года проходили съёмки третьего сезона, премьера которого состоялась на «ТНТ» 24 октября 2022 года.
2 марта 2023 года стартовали съёмки четвёртого сезона. Премьерный показ новых серий начался на «ТНТ» 11 декабря 2023 года.
В апреле 2024 года начались съёмки финального пятого сезона. Его показ на «ТНТ» проходил с 20 января по 6 февраля 2025 года.

## Серии
| Сезон | Сезон | Серии | Период трансляции           |
| ----- | ----- | ----- | --------------------------- |
|       | 1     | 20    | 9 марта — 1 апреля 2021     |
|       | 2     | 20    | 31 января — 2 марта 2022    |
|       | 3     | 20    | 24 октября — 23 ноября 2022 |
|       | 4     | 20    | 11 — 26 декабря 2023        |
|       | 5     | 20    | 20 января — 6 февраля 2025  |

### Сезон 1
| № серии | Описание | Премьера      |
| ------- | --- | ------------- |
| 1       | Высшее руководство заменяет личный состав начальника уголовного розыска Павла Макарова на четырёх неопытных девушек: старательную ботаничку Анну Туркину, пацанку и спортсменку Александру Попову, наивную мать-одиночку Олесю Вербу и легкомысленную красотку Екатерину Синицкую. Макарову, убеждённому в том, что женщины не созданы для оперативной работы, придётся поступиться своими принципами и понять, что главное в службе — старания и талант, и помочь недавним студенткам стать настоящими защитницами правопорядка. | 9 марта 2021  |
| 2       | Попова и Туркина отправляются на поиски наркодилера. Верба проводит опознание гастарбайтера, укравшего сумочку у старушки, а Синицкая водит Макарова за нос и упекает за решётку своего друга. | 9 марта 2021  |
| 3       | Туркину берут в заложники, Вербе и Поповой грозит срок за распространение фальшивых денежных купюр, а Макарова по вине Синицкой обвиняют в домогательстве. | 10 марта 2021 |
| 4       | Попова жёстко допрашивает подозреваемого, Верба пьёт чай с вором-домушником, а Туркина и Синицкая переходят дорогу полковнику Саламатину. | 10 марта 2021 |
| 5       | Полковник Саламатин снова страдает из-за конкуренции Туркиной и Синицкой. Верба и Попова патрулируют район на служебном авто, но сами попадают в отделение. | 11 марта 2021 |
| 6       | Синицкая пытается наладить личную жизнь Туркиной, Верба пытается расшифровать задание от Макарова, а Попова срывает джек-пот в подпольном казино. | 11 марта 2021 |
| 7       | Попова занимается описью контрафактного алкоголя и празднует по скайпу день рождения друга. Туркина обвиняет Куренкова в харасменте, а Верба допрашивает «ночных бабочек», параллельно пытаясь найти няню для Виталика. | 15 марта 2021 |
| 8       | Синицкая и Попова получают задание обойти поднадзорных, во время обхода всплывает информация о недавно освободившемся уголовнике, живущем на широкую ногу. Верба и Туркина поочерёдно теряют материалы уголовного дела, что сильно раздражает Макарова. | 16 марта 2021 |
| 9       | Попова, пользуясь служебным положением, выманивает деньги у друзей задержанного. Макаров отправляет Синицкую в помощь молодому следователю, чтобы у них завязались отношения, но в его планы вмешивается Туркина, уговорившая Синицкую поменяться делами. | 17 марта 2021 |
| 10      | Туркина оказывается под воздействием травяного сбора, которым торгуют около метро. Верба работает за двоих, так как Синицкая водит её за нос, притворяясь уставшей после поездки в детский дом. Поповой поручено дело об ограблении склада бытовой техники, но у неё есть дело поважнее — поиск места для просмотра с друзьями важного футбольного матча. | 18 марта 2021 |
| 11      | Белов поручает Вербе отнести наркотики на экспертизу, но она путает пакеты и отдаёт вместо наркотиков пластилин, который купила Виталику в детский сад. Попова побеждает Саламатина в боксёрском спарринге, что сильно злит полковника. | 22 марта 2021 |
| 12      | Ольга и Макаров заключают пари о раскрытии дела. Главное условие — подозреваемого должна допрашивать Синицкая. Верба случайно слышит, что у Саламатина проблемы с геморроем, и решает его вылечить. Её не останавливают ни субординация, ни даже то, что у полковника совсем другая проблема. | 23 марта 2021 |
| 13      | Туркина и Куренков пытаются разнообразить интимные отношения сексом в кабинете полковника Саламатина. Сын Вербы ворует шоколадку в супермаркете, и Верба решает наглядно показать ему, чем это может закончиться. Она приводит Виталика на допрос к вору-рецидивисту. | 24 марта 2021 |
| 14      | Туркина и Попова пытаются поймать банду, крышующую попрошаек. Они внедряются в ряды бродяг и берут с собой сына Вербы без её ведома. Синицкая пытается помочь своей подруге, которой сделали некачественную пластическую операцию на груди. | 25 марта 2021 |
| 15      | Синицкая использует вещдоки в качестве подарка своему молодому человеку. Макаров поручает Поповой выследить банду автоподставщиков, а Туркина приглашает Куренкова на ужин к себе домой и просит Вербу помочь, так как сама вообще не умеет готовить. | 29 марта 2021 |
| 16      | К Туркиной со всего района приходят люди с идиотскими жалобами. У Вербы появляется поклонник, которой пишет любовные послания на асфальте перед отделением. Вскоре его задерживают. Вербе не терпится узнать, кто это, и она узнаёт его. | 29 марта 2021 |
| 17      | Попова узнаёт, что в организации, в которой работает бывший муж Вербы, полно бывших уголовников, ставших на путь исправления. Она выясняет их данные, чтобы кого-то из них арестовать. К Жилину в гости приезжает старый друг, и Синицкая вынуждена притвориться его новой женой. | 30 марта 2021 |
| 18      | Макаров выясняет, что бывший муж Вербы — аферист, но Верба не хочет его слушать и даже пишет заявление об уходе. Куренков дарит Туркиной абонемент в СПА-салон, но она продаёт подарок Синицкой, не зная, что этот абонемент на двоих. | 30 марта 2021 |
| 19      | Макаров в очередной раз обвиняет девушек в некомпетентности, даёт девушкам мелкие поручения и уезжает из отдела искать билеты на матч Кубка России по футболу. Девушки узнают, что из тюрьмы сбежал вор Шуля, и решают доказать Макарову, что они хорошие оперативницы. | 31 марта 2021 |
| 20      | Макарова обвиняют в превышении служебных полномочий при задержании Шули. Все пытаются его выручить и только Туркина становится на сторону Белова, чем вызывает гнев остальных девушек. | 1 апреля 2021 |

### Сезон 2
| № серии | Описание | Премьера        |
| ------- | --- | --------------- |
| 1 (21)  | В районе действует вор-рецидивист, а Макаров сутки не выходит на связь. Синицкая и Туркина занимаются поимкой вора, Верба и Попова пытаются найти Макарова. | 31 января 2022  |
| 2 (22)  | Новый начальник следственного отдела установил, к неудовольствию Макарова, «золотой стандарт ведения дел». Поповой необходимо скорее взять показания у задержанного, чтобы уйти на соревнование. Верба получает незапланированный выходной.                                                 | 31 января 2022  |
| 3 (23)  | В РОВД открывается киберотдел, Макаров сразу повздорил с его начальницей. Туркиной поручают присмотреть за собакой генерала из главка, приехавшего с проверкой. Верба оставляет сына в РОВД и уезжает на задержание.                                                                        | 31 января 2022  |
| 4 (24)  | Валерия ищет вандалов, покусившихся на машину Саламатина, а также восстанавливает данные с телефона Жилина. Синицкой необходимо правильно оформить и сдать дело Вяземскому. К Куренкову приезжает мама, Туркина готовится к её приезду, попутно нейтрализуя «коллекторшу».                  | 1 февраля 2022  |
| 5 (25)  | Чтобы доказать наличие в себе морального стержня, Верба гоняет цветочницу. Жилин с Поповой занимаются армреслингом. Синицкая по поручению Саламатина ведёт Instagram РОВД и чуть не заваливает работу отдела.                                                                               | 2 февраля 2022  |
| 6 (26)  | Макаров и Валерия параллельно работают над одним делом. Туркина и мама Дениса соперничают за внимание парня. Попова и Синицкая при обыске квартиры находят большую сумму денег. | 3 февраля 2022  |
| 7 (27)  | Жилин взял на себя работу Туркиной, чтобы она сдала за него онлайн-экзамен. Верба «лечит» Вяземского от аллергии. Попова помогает другу забрать машину из автосервиса. | 7 февраля 2022  |
| 8 (28)  | Из-за отсутствии секса после приезда мамы, Туркина и Куренков уединяются в квартире арестованного чиновника. Попова и Синицкая проводят следственный эксперимент с ограблением ломбарда. Саламатин собирает команду для участия в квизе между командами РОВД Москвы.                        | 8 февраля 2022  |
| 9 (29)  | Туркина и Любовь Алексеевна в борьбе за здоровье Дениса находят общий язык. Влюблённый Костылев помогает Синицкой. Верба и Попова «нейтрализовали» наркокурьера, на сделку едет Лера. | 9 февраля 2022  |
| 10 (30) | Жилин пытается выяснить, с кем переспал Макаров. Саламатин хочет осветить работу отдела в СМИ и привлекает к этому ограбленного актёра. | 10 февраля 2022 |
| 11 (31) | Верба с сыном переезжает жить к Поповой. Звезда интернет-видео Туркина возгордилась и забыла про основную работу. Костылев и Синицкая случайно ссорят Саламатина с женой. | 14 февраля 2022 |
| 12 (32) | Костылев и Синицкая ловят «свингеров-мошенников». Туркина и Денис решают, готовы ли они завести детей: Денис — проведя день с Виталиком, а Туркина — расследуя кражу в детском центре. | 15 февраля 2022 |
| 13 (33) | Верба изучает мотивационную литературу и старается применить знания в работе. В отсутствие Саламатина в его кабинет началось «секс-паломничество». Ради вечера бокса, Попова решила разделить с Вяземским его хобби.                                                                        | 16 февраля 2022 |
| 14 (34) | Саламатин поручает Лере и Макарову дело о краже меча в компьютерной игре. Туркина работает с опером-красавчиком из соседнего РОВД. Макаров намекнул Поповой, что её отношения с Вербой похожи на семейные.                                                                                  | 17 февраля 2022 |
| 15 (35) | У Костылева и Синицкой выходной, и они собираются на день рождения. Попова отправляется на лекцию с задержанным по дороге преступником. Макаров и Жилин ищут в школе бомбу и в процессе выходят на другое преступление.                                                                     | 21 февраля 2022 |
| 16 (36) | Соседи узнают, что Верба работает в полиции и одолевают личными просьбами. Одна из них задержала «наркодилера» Попову. Туркина участвует в поимке аферистов, работая под прикрытием продавцом в магазине. В РОВД меняют автопарк, но вместо новых автомобилей присылают откровенное старьё. | 22 февраля 2022 |
| 17 (37) | Макарову не нравится, что их отношения с Лерой ограничиваются только сексом. Попова с Жилиным ловят мошенника-нумизмата. Костылев и Синицкая ссорятся, вызвавшаяся их помирить Верба объявляет, что им лучше разойтись.                                                                     | 24 февраля 2022 |
| 18 (38) | Гражданин Франции становится жертвой аферы, дело поручают Вербе и Жилину. Попова пытается получить вознаграждение за преступника, чтобы заработать деньги на билет. Макаров арестован за кражу вещдока и ведёт расследование из КПЗ.                                                        | 28 февраля 2022 |
| 19 (39) | У Жилина день рождения, но похоже все про него забыли. За поимку упущенного Поповой преступника Туркина назначена заместителем начальника. Приглашённый Макаровым для беседы местный псих проводит в отделе «проверку».                                                                     | 1 марта 2022    |
| 20 (40) | Макаров собрал компромат на Белова, но тому есть, чем ответить. Квартиру Вербы с Поповой «грабят», делом занимается Туркина. Синицкая расследует дело об исчезновении прикованного к постели деда.                                                                                          | 2 марта 2022    |

### Сезон 3
| № серии | Описание | Премьера        |
| ------- | --- | --------------- |
| 1 (41)  | Леру выпустили из заключения под домашний арест, который она будет отбывать в квартире Макарова. Попова и Туркина едва не срывают операцию спецслужб. Куренков предлагает Вербе и её сыну помощь в соревнованиях. | 24 октября 2022 |
| 2 (42)  | Макаров выясняет, действительно ли он храпит, как утверждает Лера. Синицкая спасает самоубийцу, согласившись пойти с ним на свидание. Куренков по желанию Туркиной составляет список секс-фантазий. | 24 октября 2022 |
| 3 (43)  | Макаров старается доказать Валерии, что он «в доме хозяин». Телепранк Синицкой выходит из-под контроля. Верба пытается деликатно отстранить Попову от должности своего личного фитнес-тренера. | 25 октября 2022 |
| 4 (44)  | Макаров и Жилин «теряют» конвоируемого преступника. Туркина как противница подарков на работе безуспешно пытается вернуть хозяину бутылку дорогого алкоголя. Попова и Синицкая доказывают Вербе, что её избранник не блещет умом. | 26 октября 2022 |
| 5 (45)  | Макаров с Лерой разыгрывают Вяземского. Синицкая лишилась выходного и реализует свои планы прямо в отделении. Туркина весь день решает логическую задачку для дошкольников. | 27 октября 2022 |
| 6 (46)  | Розыгрыш раскрывается, и Вяземский вызывает Макарова на «дуэль» по боксу. Попова теряет патрон от табельного пистолета и при помощи Костылева предпринимает меры для восстановления количества вверенных ей боеприпасов. В ходе расследования истории с «украденными» кроссовками Верба вскрывает в школе ещё несколько правонарушений. | 31 октября 2022 |
| 7 (47)  | Туркина заметила Куренкова с бывшей девушкой и, чтобы уличить его в измене, проникает к ней в номер. Синицкая пытается прийти в себя после бурно проведённой ночи. Макаров поручает Вербе, страдающей ромофобией, допрос цыганки, попутно используя в воспитательной акции Попову.                                                      | 1 ноября 2022   |
| 8 (48)  | Попова и Верба занимаются раскрытием кражи ноутбука Вербы. Синицкая в ходе допроса наркобарона, оказавшегося её давним знакомым, допускает роковую ошибку, которая дорого обходится ей. Туркина выдаёт себя за начальника Макарова и демонстрирует полное отсутствие эмпатии.                                                           | 2 ноября 2022   |
| 9 (49)  | По пути на работу Жилин увидел надгробие со своей фотографией, выставленное в рекламных целях прямо на дорогу, и конфисковал его. Туркина и Куренков продолжают ссориться, попытка Макарова их помирить только ухудшают ситуацию. Верба вмешивается в семейный конфликт и чуть не отправляет невиновного в тюрьму за угон.              | 3 ноября 2022   |
| 10 (50) | Саламатин боится покушения на свою жизнь и решает временно переехать к Макарову и Лере. Попова и Верба враждуют из-за красавца-соседа. | 7 ноября 2022   |
| 11 (51) | Явившись на работу в парадной офицерской форме, Макаров спасает отдел от внеплановой проверки. Туркина разоблачает преступника, застряв с ним в лифте. Верба и Попова на сайте знакомств обнаруживают разыскиваемого маньяка. | 8 ноября 2022   |
| 12 (52) | Туркина приревновала Куренкова к стажёру-криминалистке. Жилин и Вяземский соперничают за место на парковке. Макаров весь день работает с журналисткой, ведущей расследование о нарушении принципов феминизма в РОВД Бутово. | 9 ноября 2022   |
| 13 (53) | Синицкая навещает своих бывших коллег, но Туркина её арестовывает за дачу взяток. Попова решает отомстить своему давнему спарринг-партнёру по боксу. Костылев с Жилиным пытаются поделить якобы выигранный в лотерею приз. | 10 ноября 2022  |
| 14 (54) | Ревнивая Туркина крадёт у Куренкова плюшевого медведя, который оказывается вещдоком. Сотрудники ФСБ, к ужасу Саламатина, забирают прямо из отдела Макарова с Жилиным. Верба переживает, что её сын учится с сыном бывшего заключённого и принимает меры.                                                                                | 14 ноября 2022  |
| 15 (55) | Верба знакомится с невысоким мужчиной. Саламатин с Макаровым и Жилиным проходят криминальный квест. Попова разыгрывает спектакль перед посетительницей ОВД, которой она нагрубила, и втягивает в это Костылева и Куренкова. | 15 ноября 2022  |
| 16 (56) | Саламатин хочет выслужиться перед генералом, а Макаров готовится к захвату наркоторговцев. После успешно проведённой операции в отдел возвращается агент под прикрытием Синицкая. | 16 ноября 2022  |
| 17 (57) | Костылев приглядывает за Виталиком в аквапарке, где Туркина, Синицкая и Верба ловят карманника. Попова получает новую машину Жилина, чтобы поймать похитителя автономеров. В обоих случаях подопечные пропали. | 17 ноября 2022  |
| 18 (58) | Туркина замечает, что Маша «состоит в близких отношениях» ещё и с Саламатиным. Макаров воспитывает своих сотрудниц за развод с банковскими картами, а также Жилина, присвоившего чужую картину. | 21 ноября 2022  |
| 19 (59) | Саламатин приглашает Машу с Куренковым на семейный ужин; боясь его огорчить, они утаили правду о своём расставании. Синицкая старается раскрутить дело о взятке, а Попова — выжить новую соседку по квартире. | 22 ноября 2022  |
| 20 (60) | Банкир предлагает Макарову найти пропавшую дочь без шумихи в обмен на отказ от претензий к Лере. Оставшаяся за старшую Синицкая начинает перекладывать все дела на подруг, они решают проучить зазнавшуюся коллегу, так как их тоже повышают в звании. Леру освобождают и она уходит из дома Макарова.                                  | 23 ноября 2022  |

### Сезон 4
| № серии | Описание | Премьера        |
| ------- | --- | --------------- |
| 1 (61)  | Туркина находит у Куренкова кольцо и уверена, что он собирается сделать ей предложение. Синицкая узнаёт, что штатный психолог отдела может отправлять сотрудников в отпуск по своему усмотрению и решает этим воспользоваться.                                                                                          | 11 декабря 2023 |
| 2 (62)  | После дня рождения Костылева Верба просыпается с ним в одной постели, а Макаров с Жилиным узнают, что они в поисках выпивки ограбили Саламатина. | 11 декабря 2023 |
| 3 (63)  | Попова и Верба решают раскрыть ограбление банка, не выходя из оперской, а используя лишь свою фантазию и мозговой штурм. Макарову предлагают хорошую должность в ГЛАВКе, а Жилин и Саламатин устраивают ему «проводы».                                                                                                  | 11 декабря 2023 |
| 4 (64)  | Попова, Верба и Синицкая узнают, что Туркина выбирает себе свидетельницу с помощью сравнительной таблицы, и начинают бороться за это почётное звание. Весь отдел, включая Саламатина, заказывает через Синицкую дешёвые смартфоны, но продавец после предоплаты «исчезает».                                             | 11 декабря 2023 |
| 5 (65)  | В отделе проходят съёмки полицейского сериала. Саламатин договаривается с режиссёром, что сыграет в одном эпизоде, Верба путает актёра и преступника, а Попова близко знакомится с главным героем. | 12 декабря 2023 |
| 6 (66)  | Попова собирается на свидание с Семёном — звездой полицейских сериалов, а Синицкая и Туркина борются за оставшуюся нераспределённую премию. | 12 декабря 2023 |
| 7 (67)  | Верба уверена, что Костылевым интересуется ФСБ, а Туркина подсаживается на ставки на скачках, считая, что ей поможет выиграть ум, а не везение. | 12 декабря 2023 |
| 8 (68)  | Семён решает познакомить Попову со своим отцом. Макаров просит Синицкую в очередной раз прикрыть Маргариту, но Синицкой это надоедает и она решает проучить их обоих. Спор Куренкова и Туркиной о предстоящей свадьбе распространяется на весь отдел и в конфликт вынужден вмешаться Саламатин.                         | 13 декабря 2023 |
| 9 (69)  | Костылев в первый раз остаётся ночевать с Виталиком. Вяземский просит Жилина помочь вернуть в автосалон импульсивно приобретённый им спортивный автомобиль. Макаров заставляет Синицкую сдать норматив по стрельбе. | 13 декабря 2023 |
| 10 (70) | В отдел неожиданно возвращается Лера. Жилин открывает бизнес по воспитанию детей, отправляя к ним «дядю полицейского». Попова и Синицкая хотят помочь Вербе устроить личную жизнь, не зная, что та скрывает роман с Костылевым.                                                                                         | 13 декабря 2023 |
| 11 (71) | Куренков собирается на рок-фестиваль, а Туркина не может определиться, ехать с ним или нет. Попова принимает заявление у потерпевшей, — которую, якобы, сбил на пешеходном переходе актёр Семён Рыбников. | 14 декабря 2023 |
| 12 (72) | Куренков узнаёт, что Туркина решила заключить брачный договор, и придумывает ситуацию с многомиллионным наследством. Синицкая просит у Вербы отдать ей хотя бы одно раскрытое дело, иначе Макаров отберёт у неё выходные. Жилин подсел на компьютерную игру и изображает перед Саламатиным бурную рабочую деятельность. | 14 декабря 2023 |
| 13 (73) | Маргарита ревнует Макарова к Лере. Костылев получает в подарок от Вербы романтический полёт на воздушном шаре, но скрывает, что боится высоты. Синицкая разбивает очень дорогой телефон Саламатина. | 14 декабря 2023 |
| 14 (74) | Все женщины и девушки отдела объединяются против Макарова после того, как тот очень сильно обидел Синицкую. Конфетно-букетный период Поповой и Семёна портит жизнь Костылеву и Куренкову, так как Верба и Туркина тоже хотят романтики.                                                                                 | 18 декабря 2023 |
| 15 (75) | Попова помогает Жилину найти хулиганов, которые всесторонне «надругались» над его машиной. Между Вербой и Синицкой разворачивается война без правил из-за «обычной школьной шалости». | 19 декабря 2023 |
| 16 (76) | Макаров помогает Жилину найти преступников, укравших деньги с его карты. Туркина и Синицкая на один день меняются местами, а Верба пытается разобраться, почему Костылев стал экономным. | 20 декабря 2023 |
| 17 (77) | Туркина узнаёт, что ресторан, в котором у неё должна быть свадьба, проходит по одному из дел Поповой, а Жилин помогает Вяземскому «правильно» пройти проверку. | 21 декабря 2023 |
| 18 (78) | Верба решает в воспитательных целях украсть новый велосипед Виталика, однако велосипед оказывается чужим. Макаров, Туркина и Синицкая направляются на задержание наркокурьера, а Попова начинает ревновать своего друга к Семёну.                                                                                       | 25 декабря 2023 |
| 19 (79) | Синицкая и Куренков подозревают, что Туркина может быть причастна к поджогу соседского автомобиля. Верба и Костылев решают, что Виталику нужно о ком-то заботиться, чтобы он не вырос эгоистом. Жилин случайно отправляет Маргарите видео, где Макаров признаётся в любви Лере.                                         | 26 декабря 2023 |
| 20 (80) | Свадьба Туркиной и Куренкова рушится перед самым началом. Синицкая, Попова, Верба и Куренков пытаются спасти торжество. А Макаров решает окончательно разобраться в своём «любовном треугольнике». | 26 декабря 2023 |

### Сезон 5
| № серии  | Описание | Премьера       |
| -------- | --- | -------------- |
| 1 (81)   | Макаров с Лерой готовятся стать родителями, поэтому Синицкая с Поповой хотят узнать пол будущего ребёнка, чтобы купить подходящий подарок. Туркина устала получать премии в виде грамот и пишет жалобу в ГЛАВК. А Верба с Костылевым нападают на след наркоторговцев. | 20 января 2025 |
| 2 (82)   | Саламатин поручает Синицкой, Вербе и Поповой повысить рейтинг ОВД в социальных сетях. Верба с Костылевым решают переехать, но совершают ошибку, сэкономив на грузчиках. А Жилин открывает глаза Куренкову на обман Туркиной. | 20 января 2025 |
| 3 (83)   | Макаров, устав от решения проблем беременных, вместе с Жилиным ищет Лере подругу. А Костылев должен за один день научить Саламатина играть в хоккей. | 21 января 2025 |
| 4 (84)   | Макаров и Жилин, поспорив, чья работа сложнее, меняют Вербу и Костылева местами на один день. А Попова с Синицкой идут делать себе татуировки. | 22 января 2025 |
| 5 (85)   | Попова, Синицкая и Макаров пытаются «расколоть» закладчика нового вида наркотиков. Саламатин после бурного застолья понимает, что нахамил начальнику округа, а Семён уговаривает Попову взять его с собой на слежку. | 23 января 2025 |
| 6 (86)   | Жилин принимает новые машины ППС и обнаруживает, что им выдали лишний УАЗ Патриот. Попова и Синицкая охотятся за бандой велосипедных воров, а Костылев становится главой родительского комитета. | 27 января 2025 |
| 7 (87)   | Макаров и Синицкая упускают наркокурьера во время допроса. Саламатин приказывает Жилину сократить двух сотрудников ППС, а Куренков с Туркиной знакомятся с новыми, тошнотворно милыми соседями. | 27 января 2025 |
| 8 (88)   | Макаров с Лерой никак не могут придумать имя будущему ребёнку. Попова вместе с Синицкой пытается поймать вредителя, постоянно ломающего её мотоцикл, а Верба с Костылевым пытаются сдать больше всех макулатуры в школу, пытаясь выиграть приз. | 28 января 2025 |
| 9 (89)   | У Леры начинаются схватки. Макаров, поймавший грабителя, берёт его с собой в больницу, однако тот сбегает. Теперь оперативники должны поймать преступника, не поднимая панику в роддоме. Лера отказывается рожать, пока они с Макаровым не узаконят отношения. Решать эту проблему приходится Жилину.                                                                       | 28 января 2025 |
| 10 (90)  | Макаров отмечает рождение сына в компании с Жилиным. К ним неожиданно присоединяется Синицкая. Попова узнаёт, что Семён стал героем новостей из-за участия в драке, а Верба вместе с Куренковым раскрывает убийство 30-летней давности. | 29 января 2025 |
| 11 (91)  | Макаров впервые остаётся один на один с малышом, а Саламатин поручает Туркиной и Синицкой найти угнанный автомобиль заместителя префекта. | 29 января 2025 |
| 12 (92)  | Туркина и Макаров продолжают расследование дела о новых наркотиках совместно с ФСБ. Попова ревнует Семёна, и просит его публично признать, что они встречаются. | 30 января 2025 |
| 13 (93)  | Саламатин очень не вовремя устраивает тимбилдинг и организовывает пейнтбольный матч для сотрудников РОВД Бутово. | 30 января 2025 |
| 14 (94)  | Костылев тайно готовится к сдаче экзаменов на оперативника, а Поповой кажется, что он изменяет Вербе. Туркина считает, что Вяземский к ней излишне придирается, а Макаров переживает за музыкальный вкус своего сына. | 3 февраля 2025 |
| 15 (95)  | После того как Макаров и Лера стали родителями, они никак не могут побыть наедине, поэтому они оставляют малыша с няней и отправляются в загородный дом на выходные. Попова расследует мошенничество, в котором оказывается замешан Семён, а Синицкая, Верба и Костылев, пытаясь помирить Куренкова с Туркиной, запирают их вдвоём на месте преступления.                   | 3 февраля 2025 |
| 16 (96)  | Саламатин надеется занять место умершего заместителя начальника округа. Туркина проходит испытательный срок на новой должности в следствии и её задание — заставить Макарова исправить ошибки в деле. Верба переживает, что Костылев не сдаст экзамены и просит Попову о помощи, чем задевает самолюбие Костылева.                                                          | 4 февраля 2025 |
| 17 (97)  | Куренков устаёт от отношений на расстоянии и приезжает без предупреждения к Туркиной. Верба сильно переживает из-за того, что Виталик украл в магазине бутылку вина и заставляет Костылева незаметно вернуть её обратно. | 4 февраля 2025 |
| 18 (98)  | В качестве первого дела в должности оперативника Макаров даёт Костылеву кражу портфеля на детской площадке. Туркина жалуется Поповой, Вербе и Синицкой, что без Куренкова её жизнь стала скучной. Девушки пытаются поддержать подругу, однако им тяжело разделять её увлечения. В итоге Туркиной приходится сделать окончательный выбор между карьерой и семейным счастьем. | 5 февраля 2025 |
| 19 (99)  | Макаров, Попова и Синицкая продолжают идти по следу нового вида наркотиков. Жилин узнаёт о том, что Макарову присвоено звание подполковника раньше, чем ему, и очень тяжело переживает эту несправедливость. | 5 февраля 2025 |
| 20 (100) | Макарову, Вербе, Поповой и Синицкой наконец-то удаётся накрыть всю сеть наркоторговцев. Однако главарь банды сбегает и берёт Попову в заложники. Начальник округа отказывается дать Макарову и девушкам время для её спасения, но Макаров отступать не привык. | 6 февраля 2025 |

## Саундтрек
| Исполнитель:                         | Композиции:                                               |
| ------------------------------------ | --------------------------------------------------------- |
| Warrant                              | «Cherry Pie»                                              |
| Andy Powell & Emily Taylor           | «The Best You’ve Had»                                     |
| Ben Cocks                            | «Unforgettable»                                           |
| Светлана Степченко и Екатерина Троян | «Да здравствует сюрприз!» (к/ф «Незнайка с нашего двора») |
| «Ляпис Трубецкой»                    | «Капитал»                                                 |
| Найк Борзов                          | «Верхом на звезде»                                        |
| «Мумий Тролль»                       | «Отв. за Романтику»                                       |